# Neottia cordata
Neottia cordata là một loài thực vật có hoa trong họ Lan. Loài này được (L.) Rich. mô tả khoa học đầu tiên năm 1817.

## Hình ảnh

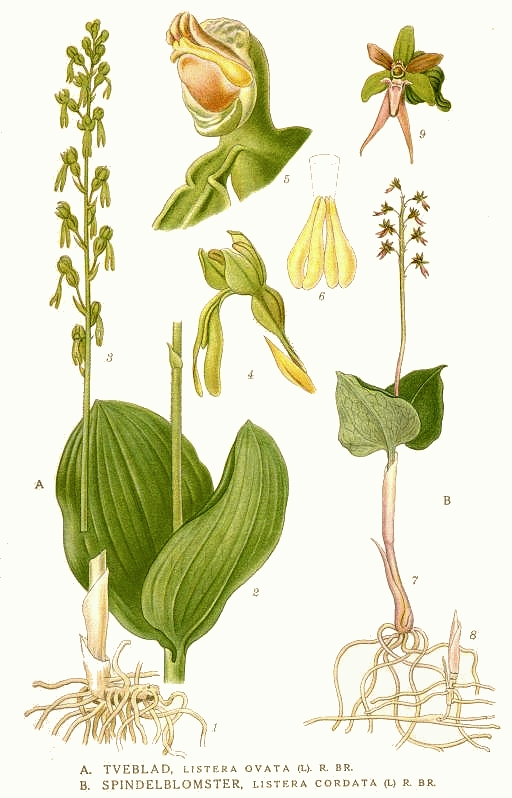
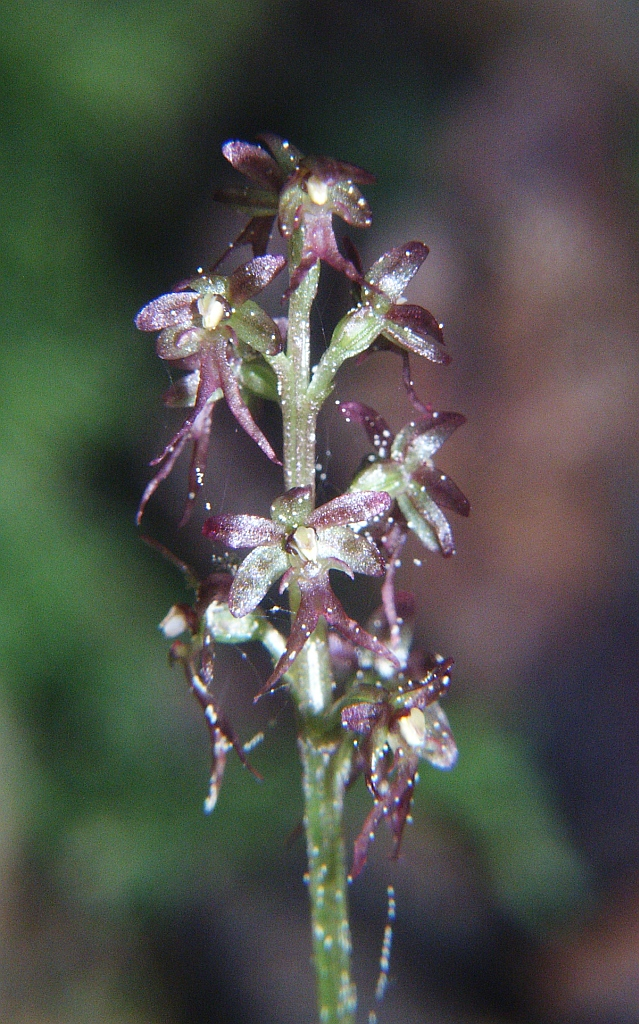
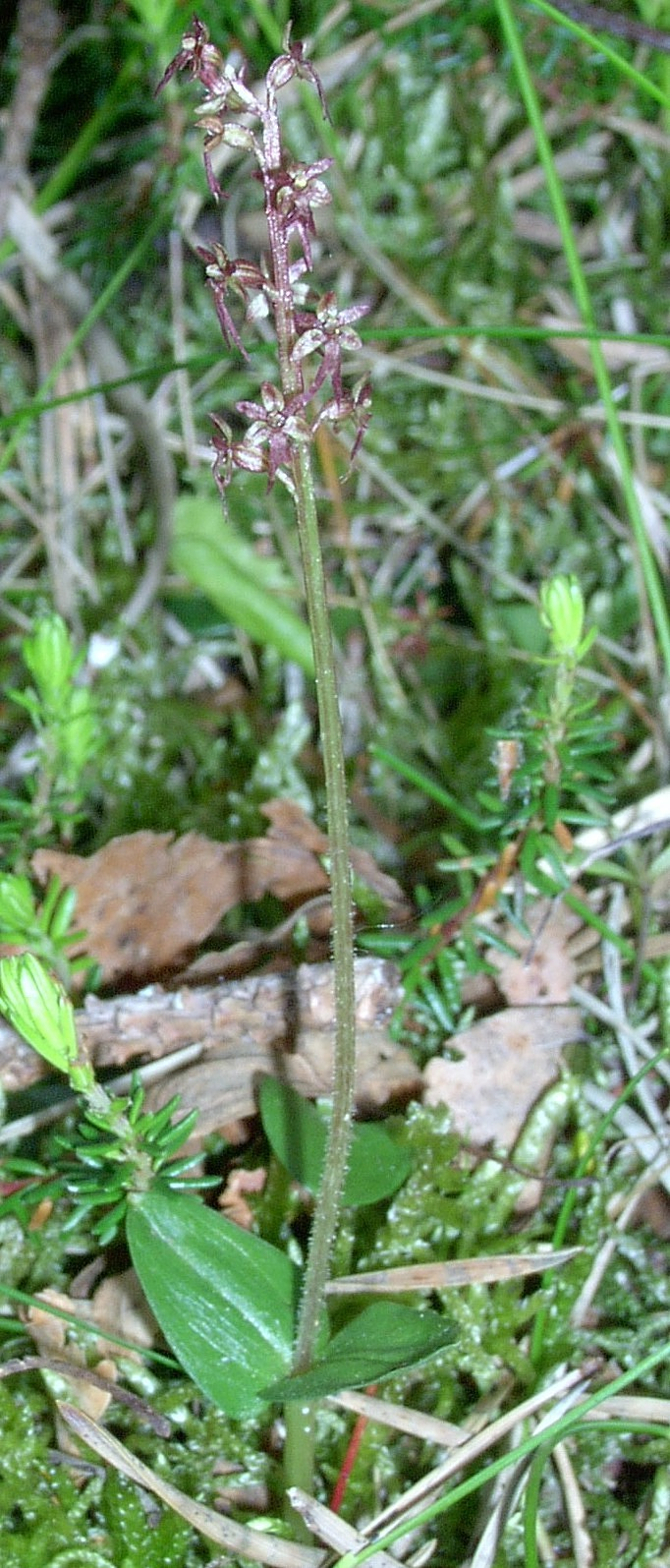
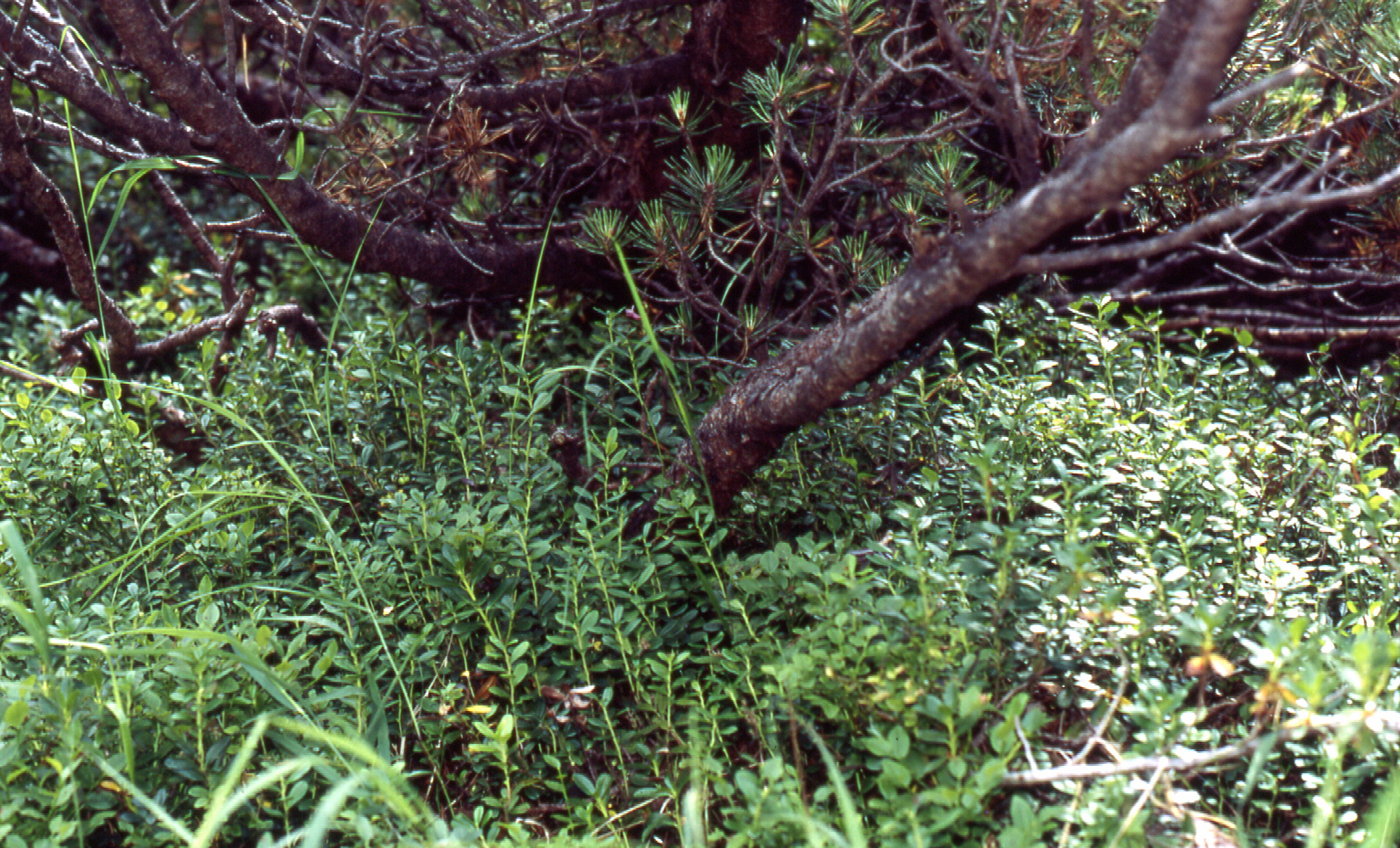